# Lonar

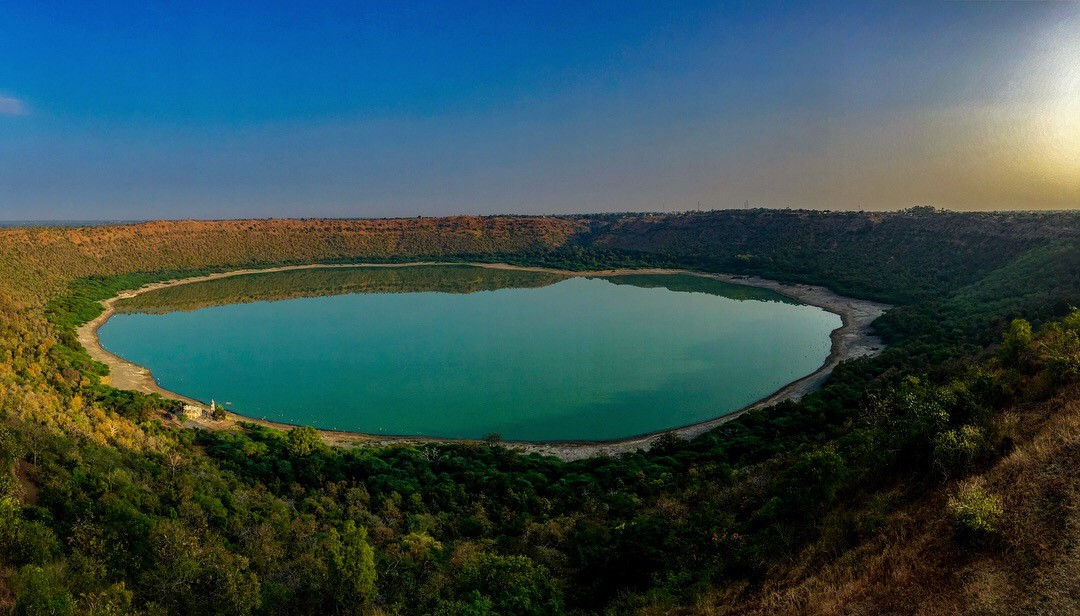
Lago Lonar

Lonar es una ciudad y  municipio situada en el distrito de Buldana en el estado de Maharashtra (India). Su población es de 23416 habitantes (2011). La ciudad es famosa por el cráter Lonar y el lago Lonar, un cráter creado por un impacto de un meteorito en el Pleistoceno.

## Demografía
Según el censo de 2011 la población de Lonar era de 23416 habitantes, de los cuales 12114 eran hombres y 11302 eran mujeres. Lonar tiene una tasa media de alfabetización del 86%, superior a la media estatal del 82,34%: la alfabetización masculina es del 92,96%, y la alfabetización femenina del 78,62%.